# Lanós
|  | Aquest article tracta sobre el municipi. Vegeu-ne altres significats a «Estany de Lanós». |

Lanós (en francès i oficialment: Lanoux) és un municipi francès situat al departament de l'Arieja i a la regió d'Occitània.